# Vicky Peláez
Virginia Peláez Ocampo (Cusco, 1956) es una periodista y columnista peruana radicada en los Estados Unidos. Es conocida por sus escritos izquierdistas en El Diario La Prensa, un periódico de lengua española de la ciudad de Nueva York.
Antes de trabajar en los Estados Unidos, Peláez fue una de las primeras reporteras femeninas en el Perú, habiendo trabajado para el desaparecido diario La Prensa y para el noticiero 90 segundos de Frecuencia Latina. Actualmente escribe en el medio digital de la agencia estatal de noticias del gobierno ruso RIA Novosti, desde posiciones ideológicas afines al bolivarianismo y críticas con la política exterior de Estados Unidos.

## Carrera periodística
Como reportera en la década de 1980, Peláez ganó una reputación con su línea sensacionalista y a menudo coloca a sí misma en las historias que ella estaba cubriendo. 
En 1984, Peláez y su camarógrafo Percy Raborg fueron secuestrados por el grupo rebelde peruano Movimiento Revolucionario Túpac Amaru (MRTA) de él. El MRTA exigió a Frecuencia Latina que sacara al aire una pieza de propaganda a cambio de la liberación de Peláez y Raborg. La estación emitió el video y Peláez y Raborg fueron liberados horas después de emitirse. 
Después de mudarse a los Estados Unidos, trabajó para el diario La Prensa por más de 20 años. Sus escritos recibieron críticas por su apoyo de líderes de América Latina, tales como Hugo Chávez y Fidel Castro. 

## Acusación por espionaje
En junio de 2010 , Peláez, junto con su esposo Juan Lázaro (Mijaíl Vasenkov, Васенков, Михаил Анатольевич) y otros 9, fue arrestada por cargos de conspiración por actuar como agente de espionaje del Gobierno de Rusia y lavado de activos. 
El 1 de julio del mismo año, un tribunal federal de Nueva York le concedió el beneficio de libertad condicional bajo una fianza de 250.000 dólares; luego ella tendrá que permanecer en su domicilio bajo custodia y con un grillete electrónico.
Sin embargo, luego de que ella admitiera su culpablilidad, fue expulsada a Rusia y no podrá regresar a Estados Unidos salvo permiso, a cambio, Rusia envió 4 espías encarcelados de agencias occidentales, entre los cuales se encuentran Igor Sutyagin, Alexander Zaporozhsky y Sergei Skripal.
El gobierno ruso ofreció a Peláez una pensión de 2000 dólares al mes de por vida, alojamiento gratis y posibilidad de viajar a cualquier país para ella y sus dos hijos, a pesar de ello, Vicky dejará Rusia y estaría evaluando si residirá en Perú o en Brasil.